# Jack Sommer
Jack Sommer (* 14. April 1934 in Albury) ist ein ehemaliger australischer Radrennfahrer.

## Sportliche Laufbahn
1960 gewann Sommer das Eintagesrennen Melbourne to Warrnambool Cycling Classic über 300 Kilometer, nachdem er 1959 beim Sieg seines Vereinskameraden G. Daws Fünfter geworden war.
1960 wurde er Sieger im John Woodman Memorial in New South Wales sowie in der Meisterschaft von Victoria.
1963 war er mit der australischen Nationalmannschaft am Start der Internationalen Friedensfahrt und beendete das Etappenrennen auf dem 79. Rang.

## Berufliches
Sommer war beruflich als Verkäufer in einem Warenhaus tätig.